# Hernádi Ádám
Hernádi Ádám (Esztergom, 1986 –), magyar politikus, korábban a Miniszterelnöki Kabinetiroda, majd a Magyar Turisztikai Ügynökség munkatársa, 2019 májusától Esztergom turizmusáért felelős miniszteri biztosa, majd 2019 óta a város polgármestere is a Fidesz–KDNP támogatásával. Hernádi Zsolt MOL elnök-vezérigazgató unokaöccse.

## Korai évek
Hernádi Ádám 1986-ban született. Édesapja Hernádi Miklós neurológus, édesanyja pszichiáter. Általános iskoláit az esztergomi József Attila Általános Iskolában, míg középiskolai végzettségét a Dobó Katalin Gimnáziumban szerezte. Felsőoktatási tanulmányait a Budapesti Corvinus Egyetemen végezte, ahol diplomáját is szerezte. Két nyelven, angolul és németül beszél.
Hernádi kezdetben Nagy János államtitkárnak, Orbán Viktor kabinetfőnökének volt a helyettese. Ezt követően a Miniszterelnökség megbízásából a dohánykoncessziós pályázatokat értékelő bizottság tagja volt, ekkor Mikecz Péter helyettes államtitkár személyi titkáraként. 2015-ben a szocialista Mesterházy Attila adatigénylése során derült ki, hogy Hernádi is tagja volt a Rogán Antal vezette stábnak, ami a Miniszterelnöki Kabinetirodának adott tanácsokat. Ezt követően Hernádi a Magyar Turisztikai Ügynökség vezérigazgatójának kabinetfőnöki tisztségét látta el, majd 2019. május 10-én a Magyar Közlönyben jelentették be, hogy Esztergom kiemelt turizmusáért felelős miniszteri biztosi pozíciót kapott. Személye elleni kritikaként fogalmazódott meg, hogy a nagybátyja, Hernádi Zsolt érdekeltségébe tartozó Solva Property nevű cég, valamint a Garancsi István üzletember tulajdonában lévő Market Zrt. építteti fel az esztergomi Prímás-szigeten lévő félkész Mária Valéria Hotelt, melyet 1-3 milliárd forint közötti vissza nem térítendő támogatással segíthette a Kisfaludy hotel- és panziófejlesztési program, melynek Hernádi Ádám akkor igazgatósági tagja volt.

## Esztergom polgármestere
Az esztergomi Fidesz–KDNP Hernádi Ádám polgármester-jelöltségét Völner Pál, a választókerület egyéni országgyűlési képviselőjének saját Facebook-oldalán jelentette be 2019. június 7-én, egy hónappal azt követően, hogy Hernádi a város turizmusáért felelős miniszteri biztosa lett. Végül a 2019. október 13-án lezajlott önkormányzati választások során a három induló közül Hernádi 5896 érvényes voksot, azaz a szavazatok 58,28%-át kapta. Ezzel ő lett Esztergom város rendszerváltás utáni ötödik polgármestere. Október 21-én, az esztergomi önkormányzat nagytermében találkozott Hernádi és Romanek Etelka leköszönő polgármester az átadás-átvétel céljából, míg az ünnepi alakuló ülésre október 28-án került sor az esztergomi vár lovagtermében.
Beiktatását követően lemondott privát polgármesteri parkolóhelyéről, mindezt azzal indokolva, hogy a város egyik legégetőbb problémája a belváros parkolási helyzete. December elején Hernádi a japán fővárosba, Tokióba utazott, ahol elmondása alapján a miniszterelnökkel és a Suzuki cég vezetőségével egyeztetett Esztergom gazdaságfejlesztéséről.
Megválasztása óta Esztergomban először fordult elő, hogy szilveszterkor nem volt városi szintű tűzijáték, melyet Hernádi a Facebook-oldalán azzal indokolt, hogy tekintettel kell lenni a háziállatokra is. A tűzijáték helyett végül fényfestő-show volt látható az esztergomi Széchenyi-téren.
| Elődje: Romanek Etelka | Esztergom polgármestere 2019 – | Utódja: Hivatalban |